# Космология
Космоло́гия (от др.-греч. κόσμος (космос) «мир» и -λογία (-логия) «учение»; мироучение) — раздел астрономии, изучающий свойства и эволюцию Вселенной в целом. Основу этой дисциплины составляют математика, физика и астрономия.

## История космологии
Ранние формы космологии представляли собой религиозные мифы о сотворении (космогония) и уничтожении (эсхатология) существующего мира.

### Китай
Археологические находки позволяют утверждать, что прообразом космоса мог считаться панцирь сухопутной черепахи, щитки которого делят плоскость земли на квадраты.
В наиболее ранней из текстологически представленных моделей китайской космологии считалось, что Земля прикрыта небом подобно пологу на колеснице, и этот полог вращается в горизонтальной плоскости, как зонт (т. н. модель гайтянь 蓋天, называемая тж. Чжоуби — по названию математического трактата, описывающего вычисления согласно этой модели). К середине династии Хань эта модель оспаривалась астрономическими наблюдениями. Ей на смену пришло представление о сферичности космоса, окружавшего Землю (модель хуньтянь 浑天). Ок. 180 г. н. э. Цай Юн упоминает также третью модель, сюанье 宣夜 — однако о ней уже к его времени не сохранилось сведений.

### Европейская античность
Некоторые древнегреческие учёные поддерживали геоцентрическую систему мира, согласно которой в центре Вселенной находится неподвижная шарообразная Земля, вокруг которой обращаются пять планет, Солнце и Луна. Предложенная Аристархом Самосским гелиоцентрическая система мира, по-видимому, не получила поддержки большинства древнегреческих астрономов.
Мир считался ограниченным сферой неподвижных звёзд. Иногда добавлялась ещё одна сфера, отвечающая за прецессию. Предметом споров был вопрос о том, что находится за пределами мира: перипатетики вслед за Аристотелем полагали, что вне мира нет ничего (ни материи, ни пространства), стоики считали, что там находится бесконечное пустое пространство, атомисты (Левкипп, Демокрит, Метродор, Эпикур, Лукреций) полагали, что за пределами нашего мира находятся другие миры. Особняком стоят взгляды Гераклида Понтийского, согласно которому звёзды являются далёкими мирами, включающими в себя землю и воздух; он, как и атомисты, полагал Вселенную бесконечной. На закате античности появилось религиозно-мистическое учение герметизм, согласно которому вне мира может находиться область нематериальных существ — духов.
Многие досократики полагали, что движением светил управляет гигантский вихрь, давший начало Вселенной. Однако после Аристотеля большинство античных астрономов считали, что планеты переносятся в своём движении материальными сферами, состоящими из особого небесного элемента — эфира, свойства которого не имеют ничего общего с элементами земли, воды, воздуха и огня, составляющих «подлунный мир». Широко было распространено мнение о божественной природе небесных сфер или светил, их одушевлённости.

### Средневековье
В Средние века в астрономии и философии как христианских, так и мусульманских стран доминировала космология Аристотеля, дополненная птолемеевой теорией движения планет, вместе с представлением о материальных небесных сферах. Некоторые философы XIII—XIV вв. считали, что бесконечно всемогущий Бог мог создать, помимо нашего, и другие миры; тем не менее, эта возможность считалась сугубо гипотетической: хотя Бог и мог создать другие миры, он не сделал этого. Некоторые философы (например, Томас Брадвардин и Николай Орем) считали, что за пределами нашего мира находится бесконечное пространство, служащее обителью Бога (модификация космологии герметистов, также полагавших внемировое пространство относящимся к духовной сфере).

### Эпоха Возрождения
Новаторский характер носит космология Николая Кузанского, изложенная в трактате Об учёном незнании. Он предполагал материальное единство Вселенной и считал Землю одной из планет, также совершающей движение; небесные тела населены, как и наша Земля, причём каждый наблюдатель во Вселенной с равным основанием может считать себя неподвижным. По его мнению, Вселенная безгранична, но конечна, поскольку бесконечность может быть свойственна одному только Богу. Вместе с тем, у Кузанца сохраняются многие элементы средневековой космологии, в том числе вера в существование небесных сфер, включая внешнюю из них — сферу неподвижных звёзд. Однако эти «сферы» не являются абсолютно круглыми, их вращение не является равномерным, оси вращения не занимают фиксированного положения в пространстве. Вследствие этого у мира нет абсолютного центра и чёткой границы (вероятно, именно в этом смысле нужно понимать тезис Кузанца о безграничности Вселенной).
Первая половина XVI века отмечена появлением новой, гелиоцентрической системы мира Николая Коперника. В центр мира Коперник поместил Солнце, вокруг которого вращались планеты (в числе которых и Земля, совершавшая к тому же ещё и вращение вокруг оси). Вселенную Коперник по-прежнему считал ограниченной сферой неподвижных звёзд; по-видимому, сохранялась у него и вера в существование небесных сфер.
Модификацией системы Коперника была система Томаса Диггеса, в которой звёзды располагаются не на одной сфере, а на различных расстояниях от Земли до бесконечности. Некоторые философы (Франческо Патрици, Ян Ессенский) заимствовали только один элемент учения Коперника — вращение Земли вокруг оси, также считая звёзды разбросанными во Вселенной до бесконечности. Воззрения этих мыслителей несут на себе следы влияния герметизма, поскольку область Вселенной за пределами Солнечной системы считалась ими нематериальным миром, местом обитания Бога и ангелов.
Решительный шаг от гелиоцентризма к бесконечной Вселенной, равномерно заполненной звёздами, сделал итальянский философ Джордано Бруно. Согласно Бруно, при наблюдении из всех точек Вселенная должна выглядеть примерно одинаково. Из всех мыслителей Нового времени он первым предположил, что звёзды — это далёкие солнца и что физические законы во всем бесконечном и безграничном пространстве одинаковы. В конце XVI века бесконечность Вселенной отстаивал и Уильям Гильберт. В середине — второй половине XVII века взгляды Бруно поддержали Рене Декарт, Отто фон Герике и Христиан Гюйгенс.

### Возникновение современной космологии
Возникновение современной космологии связано с развитием в XX веке общей теории относительности (ОТО) Эйнштейна и физики элементарных частиц. Первое исследование на эту тему, опирающееся на ОТО, Эйнштейн опубликовал в 1917 году под названием «Космологические соображения к общей теории относительности». В ней он ввёл 3 предположения: Вселенная однородна, изотропна и стационарна. Чтобы обеспечить последнее требование, Эйнштейн ввёл в уравнения гравитационного поля дополнительный «космологический член». Полученное им решение означало, что Вселенная имеет конечный объём (замкнута) и положительную кривизну.
В 1922 году А. А. Фридман предложил нестационарное решение уравнения Эйнштейна, в котором изотропная Вселенная расширялась из начальной сингулярности. Подтверждением теории нестационарной вселенной стало открытие в 1929 году Э. Хабблом космологического красного смещения галактик. Таким образом, возникла общепринятая сейчас теория Большого взрыва.
В 1940-х годах британский физик Чарльз Брюс опубликовал ряд работ, посвященных электрической основе ряда космологических явлений.

### Возраст Вселенной
Возраст Вселенной — время, прошедшее с момента Большого взрыва. Согласно современным научным данным (результаты WMAP9), оно составляет 13,830 ± 0,075 млрд лет. Новые данные, полученные с помощью мощного телескопа-спутника «Планк», принадлежащего Европейскому космическому агентству, показывают, что возраст Вселенной составляет 13,798 ± 0,037 миллиарда лет (68%-й доверительный интервал).
Современная оценка возраста Вселенной построена на основе одной из распространённых моделей Вселенной, так называемой стандартной космологической ΛCDM-модели.

### Основные этапы развития Вселенной
Большое значение для определения возраста Вселенной имеет периодизация основных протекавших во Вселенной процессов. В настоящее время принята следующая периодизация:
- Самая ранняя эпоха, о которой существуют какие-либо теоретические предположения, — это планковское время (10−43 с после Большого взрыва). В это время гравитационное взаимодействие отделилось от остальных фундаментальных взаимодействий. По современным представлениям, эта эпоха квантовой космологии продолжалась до времени порядка 10−11 с после Большого взрыва.
- Следующая эпоха характеризуется рождением первоначальных частиц кварков и разделением видов взаимодействий. Эта эпоха продолжалась до времён порядка 10−2 с после Большого взрыва. В настоящее время уже существуют возможности достаточно подробного физического описания процессов этого периода.
- Современная эпоха стандартной космологии началась через 0,01 секунды после Большого взрыва и продолжается до сих пор. В этот период образовались ядра первичных элементов, возникли звёзды, галактики, Солнечная система.

Важной вехой в истории развития Вселенной в эту эпоху считается эра рекомбинации, когда материя расширяющейся Вселенной стала прозрачной для излучения. По современным представлениям, это произошло через 380 тыс. лет после Большого взрыва. В настоящее время это излучение мы можем наблюдать в виде реликтового фона, что является важнейшим экспериментальным подтверждением существующих моделей Вселенной.

### «Планк»
«Планк» — космический аппарат Европейского космического агентства (ЕКА), созданный для изучения вариаций космического микроволнового фона — реликтового излучения, образовавшегося в результате Большого взрыва в момент зарождения Вселенной.
Собранная «Планком» информация позволила учёным построить самую детальную на сегодняшний день карту флуктуаций температуры распределения микроволнового излучения на небесной сфере. Ранее подобную карту удалось построить по данным аппарата НАСА WMAP, однако её разрешение уступало данным, полученным «Планком».
Данные «Планка» показали, что распределение температуры реликтового излучения по небесной сфере соответствует полностью случайным флуктуациям с нормальным распределением. Параметры функции, описывающей измеренное распределение, согласуются с моделью Вселенной, состоящей:
- на 4,9 % из обычного вещества,
- на 26,8 % из так называемой тёмной материи (возможно, из гипотетических тяжёлых суперсимметричных частиц) и
- на 68,3 % из ещё более таинственной тёмной энергии, вызывающей ускоренное расширение Вселенной.

Среди других параметров, из данных «Планка» определены (исходя из ΛCDM-модели, то есть фридмановской космологической модели с Λ-членом и холодной тёмной материей англ. Cold Dark Matter)
- возраст Вселенной: (13.787±0.020)⋅109 лет;
- постоянная Хаббла: 67.66±0.42 км/с/Мпк;
- плотность барионов в настоящее время: (0.02242±0.00014)⋅10−7 см−3;
- плотность холодной темной материи: 0.11933±0.00091
- оптическая толщина томсоновского рассеяния из-за реионизации: 0.0561±0.0071
- спектр мощности возмущений кривизны: 3.047±0.014
- скалярный спектральный индекс: 0.9665±0.0038
- плотность темной энергии: 0.6889±0.0056
- плотность материи: 0.3111±0.0056
- колебания плотности при 8h−1 Мпк: 0.825±0.011
- сопутствующий размер звукового горизонта при z = z *(Мпк): 144.57±0.22
- 100× угловой масштаб звукового горизонта при последнем рассеянии: 1.04119±0.00029
- красное смещение с оптической глубиной барионного сопротивления = 1: 1060.01±0.29
- сопутствующий размер звукового горизонта при z = zсопротивление: 147.21±0.23

### WMAP
WMAP (Wilkinson Microwave Anisotropy Probe) — космический аппарат НАСА, предназначенный для изучения реликтового излучения, образовавшегося в результате Большого взрыва в момент зарождения Вселенной.
Собранная WMAP информация позволила учёным построить самую детальную на сегодняшний день карту флуктуаций температуры распределения микроволнового излучения на небесной сфере. Ранее подобную карту удалось построить по данным аппарата НАСА COBE, однако её разрешение существенно — в 35 раз — уступало данным, полученным WMAP.
Данные WMAP показали, что распределение температуры реликтового излучения по небесной сфере соответствует полностью случайным флуктуациям с нормальным распределением. Параметры функции, описывающей измеренное распределение, согласуются с моделью Вселенной, состоящей:
- на 4 % из обычного вещества,
- на 23 % из так называемой тёмной материи (возможно, из гипотетических тяжёлых суперсимметричных частиц) и
- на 73 % из ещё более таинственной тёмной энергии, вызывающей ускоренное расширение Вселенной.

Данные WMAP позволяют утверждать, что тёмная материя является холодной (то есть состоит из тяжёлых частиц, а не из нейтрино или каких-либо других лёгких частиц). В противном случае лёгкие частицы, движущиеся с релятивистскими скоростями, размывали бы малые флуктуации плотности в ранней Вселенной.
Среди других параметров, из данных WMAP определены (исходя из ΛCDM-модели, то есть фридмановской космологической модели с Λ-членом и холодной тёмной материей англ. Cold Dark Matter):
- возраст Вселенной: (13.73 ± 0.12)⋅109 лет;
- постоянная Хаббла: 71 ± 4 км/с/Мпк;
- плотность барионов в настоящее время: (2,5 ± 0,1)⋅10−7 см−3;
- параметр плоскостности Вселенной (отношение общей плотности к критической): 1,02 ± 0,02;
- суммарная масса всех трёх типов нейтрино: <0,7 эВ.

По данным обзора Planck TT, TE, EE+lensing+BAO+JLA+H0
- 100θMC= 1.04077 ± 0.00032
- Ωbh2= 0.02225 ± 0.00016
- Ωch2= 0.1198 ± 0.0015
- τ=0.079 ± 0.017
- ln(1010As)=3.094 ± 0.034
- ns= 0.9645 ± 0.0049
- H0 = 67.27 ± 0.66
- Ωm=0.3089 ± 0.0062
- ΩΛ= 0.6911 ± 0.0062
- Σmv [eV]< 0.17
- Ωk=0.0008−0.0039+0.0040
- w=−1.019−0.08+0.075